# Sauville (Ardennes)
Sauville ist eine französische Gemeinde mit 240 Einwohnern (Stand 1. Januar 2022) im Département Ardennes in der Region Grand Est (vor 2016 Champagne-Ardenne). Sie gehört zum Arrondissement Vouziers, zum Kanton Vouziers und zum Gemeindeverband Argonne Ardennaise.

## Geografie
Die Gemeinde Sauville liegt 22 Kilometer südsüdwestlich von Sedan. Der nördliche, ältere Teil des Lac de Bairon, der als Naturschutzgebiet ausgewiesen ist, liegt an der südwestlichen Gemeindegrenze zu Le Chesne, wo sich ein neuer, künstlich angelegter See befindet. Die beiden Teile sind durch einen Deich voneinander getrennt. Durch den östlichen Teil des Gemeindegebietes verläuft der Ardennenkanal. Der Fluss Bar bildet die östliche Gemeindegrenze. Umgeben wird Sauville von den Nachbargemeinden Vendresse im Norden, Tannay-le-Mont-Dieu im Osten und Südosten sowie Bairon et ses environs im Süden und Westen.

## Bevölkerungsentwicklung
| Jahr                       | 1962 | 1968 | 1975 | 1982 | 1990 | 1999 | 2007 | 2019 |
| Einwohner                  | 249  | 247  | 226  | 200  | 183  | 189  | 244  | 235  |
| Quellen: Cassini und INSEE |      |      |      |      |      |      |      |      |

## Sehenswürdigkeiten

Kirche Saint-Remi

- Kirche Saint-Remi